# Problèmes de Hilbert
Ne doit pas être confondu avec Programme de Hilbert.
Lors du deuxième congrès international des mathématiciens, tenu à Paris en août 1900, David Hilbert entendait rivaliser avec le maître des mathématiques françaises, Henri Poincaré, et prouver qu'il était de la même étoffe. Il présenta une liste de problèmes qui tenaient jusqu'alors les mathématiciens en échec. Ces problèmes devaient, selon Hilbert, marquer le cours des mathématiques du XXe siècle, et l'on peut dire aujourd'hui que cela a été grandement le cas. Publiée après la tenue du congrès, la liste définitive comprenait 23 problèmes, aujourd'hui appelés les problèmes de Hilbert.
Les sections suivantes présentent brièvement chaque problème.

## Les 23 problèmes de Hilbert
| n°  | Énoncé du problème | État d’avancement de la résolution du problème | Date de résolution |
| --- | --- | --- | ------------------ |
| 1er | Tout sous-ensemble infini des réels peut être mis en bijection avec l'ensemble des entiers naturels ou avec l'ensemble des réels lui-même.                  | C'est l'hypothèse du continu, prouvée indécidable (ni sa vérité ni sa fausseté ne peuvent être prouvées) dans la théorie des ensembles de Zermelo-Fraenkel, même avec l'axiome du choix. Néanmoins, celle-ci fait toujours l'objet de recherches dans le cadre d'extensions de la théorie ZFC via l'ajout de nouveaux axiomes comme les axiomes de grands cardinaux.                                           | 1963               |
| 2e  | Peut-on prouver la cohérence de l'arithmétique ? En d'autres termes, peut-on démontrer que les axiomes de l'arithmétique ne sont pas contradictoires ?      | Il n'existe pas de consensus sur le fait que les résultats de Gödel et Gentzen apportent une solution au problème tel que formulé par Hilbert. Le théorème d'incomplétude de Gödel, prouvé en 1931, montre qu'aucune preuve de la cohérence ne peut être apportée en utilisant les outils de l'arithmétique. Gentzen, cependant, donna, en 1936, une réponse affirmative au moyen d'une récurrence transfinie. | 1936 ?             |
| 3e  | Étant donnés deux polyèdres d'égal volume, peut-on découper le premier polyèdre en des polyèdres et les rassembler pour former le second polyèdre ?         | Résolu par la négative. Les deux polyèdres doivent avoir les mêmes invariants de Dehn. | 1900               |
| 4e  | Définir toutes les géométries dont les géodésiques sont les droites.                                                                                        | Trop vague pour être déterminé résolu ou non. |                    |
| 5e  | Démontrer que les groupes de Lie sont nécessairement différentiables.                                                                                       | Résolu par Andrew Gleason, selon une certaine interprétation donnée à la formulation. Si, toutefois, il peut être interprété comme conjecture de Hilbert-Smith, il n'est toujours pas résolu. | 1953 ?             |
| 6e  | Axiomatisation, fondée sur le modèle mathématique, de la physique.                                                                                          | Non résolu. |                    |
| 7e  | Démontrer la transcendance des nombres ab, avec a algébrique différent de 0 et 1, et b algébrique irrationnel.                                              | Résolu. Résultat : démontré, par le Théorème de Gelfond-Schneider. | 1935               |
| 8e  | Démontrer trois conjectures : — l'hypothèse de Riemann ; — la conjecture de Goldbach ; — la conjecture des nombres premiers jumeaux.                        | Non résolu. |                    |
| 9e  | Établir une loi de réciprocité dans les corps de nombres.                                                                                                   | Partiellement résolu. Il est résolu dans le cas abélien, par la théorie des corps de classes. Non résolu dans le cas non abélien (en) et non galoisien |                    |
| 10e | Trouver un algorithme déterminant si une équation diophantienne a des solutions.                                                                            | Résolu par la négative. Le théorème de Matiyasevich implique qu'il n'existe pas de tel algorithme. | 1970               |
| 11e | Classer les formes quadratiques à coefficients dans les corps de nombres.                                                                                   | En partie résolu par le principe local-global de Helmut Hasse et Carl Siegel. | (a) 1923 (b) 1930  |
| 12e | Prolonger le théorème de Kronecker-Weber à tous les corps de nombres.                                                                                       | Non résolu. |                    |
| 13e | Montrer l'impossibilité de résoudre les équations du septième degré au moyen de fonctions continues de seulement deux variables.                            | Résolu. Réfuté par Vladimir Arnold, d'après les travaux d'Andreï Kolmogorov. | 1957               |
| 14e | Prouver le caractère fini de certains systèmes complets des fonctions.                                                                                      | Résolu par la négative. Contre-exemple construit par Masayoshi Nagata. | 1959               |
| 15e | Mettre en place les bases du calcul énumératif de Schubert.                                                                                                 | Résolu par Bartel Leendert van der Waerden | 1930               |
| 16e | Décrire les positions relatives des branches de courbes algébriques réelles et des cycles limites d'un champ de vecteurs à deux dimensions.                 | Non résolu. |                    |
| 17e | Montrer qu'une fonction rationnelle positive peut s'écrire sous la forme de somme de carrés de fonctions rationnelles.                                      | Résolu par Emil Artin. Résultat : oui. | 1927               |
| 18e | (a) Existe-t-il un polyèdre acceptant seulement un pavage non-isoédrique en trois dimensions ? (b) Quel est l'empilement compact de sphères le plus dense ? | (a) Résolu par Karl Reinhardt. Résultat : oui, plus de détail sur la vidéo de Mickaël Launay. (b) Résolu par Thomas Hales. Résultat : empilement cubique et hexagonal, qui ont une densité d'à peu près 74 %. | (a) 1928 (b) 1998  |
| 19e | Prouver que le calcul des variations est toujours nécessairement analytique.                                                                                | Résolu. Résultat : oui, résolu par Sergueï Natanovitch Bernstein (1904), prouvé par Ennio De Giorgi et, indépendamment et par d'autres méthodes, par John Forbes Nash | 1957               |
| 20e | Tous les problèmes du calcul des variations avec des conditions aux limites appropriées ont-ils des solutions ?                                             | Résolu. Un sujet important de recherche durant tout le XXe siècle, incluant des solutions pour les cas non linéaires. | XXe siècle         |
| 21e | Prouver que toute représentation complexe de dimension finie peut s'obtenir par action de monodromie sur une équation différentielle de Fuchs.              | Résolu par Helmut Rörl pour la formulation la plus commune. Résolu négativement par Dmitri Anossov et Andreï Bolobroukh. | (a) 1957 (b) 1989  |
| 22e | Uniformiser des courbes analytiques au moyen de fonctions automorphes (en).                                                                                 | Résolu par Paul Koebe et Henri Poincaré. | 1907               |
| 23e | Développer une méthode générale de résolution dans le calcul des variations.                                                                                | Non résolu. |                    |

## Description détaillée

### Premier problème
Tout sous-ensemble infini des réels peut être mis en bijection avec l'ensemble des entiers naturels ou avec l'ensemble des réels lui-même.
Il s'agit de l'hypothèse du continu de Cantor, notée HC. Ce résultat aurait eu pour conséquence que le cardinal infini qui suit immédiatement le dénombrable, est celui du continu.
Kurt Gödel a montré en 1938 que l'on ne pouvait pas démontrer la négation de HC dans la théorie des ensembles ZFC — plus précisément : que si ZF est cohérente alors ZFC+HC aussi — et Paul Cohen, en 1963, que l'on ne pouvait pas non plus démontrer HC (dans cette même théorie) : on dit que cette conjecture est indécidable dans la théorie ZFC (ou indépendante de celle-ci). Ce qui amène à des théories des ensembles avec ou sans cette hypothèse.
Comme on considère que la théorie ZFC permet largement de formaliser le développement des mathématiques jusqu'à aujourd'hui, la question peut paraître réglée. Cependant, l'existence d'axiomes supplémentaires « naturels » qui s'ajouteraient à la théorie ZFC et pourraient décider l'hypothèse du continu reste un domaine de recherche.
Dans son premier problème, Hilbert rappelait une autre conjecture de Cantor dont il espérait — à double tort — qu'elle ait une solution effective et qu'elle aide à résoudre la précédente :

Il existe un bon ordre sur l'ensemble des réels.
En effet, cet énoncé est indécidable dans ZF mais — d'après le théorème de Zermelo — démontrable dans ZFC.

### Deuxième problème
Peut-on prouver la cohérence de l'arithmétique ? En d'autres termes, peut-on démontrer que les axiomes de l'arithmétique ne sont pas contradictoires ?
Gödel montra en 1931, via son théorème d'incomplétude, que cela ne pouvait être démontré sans sortir de l'arithmétique. Gentzen montra en 1936 que la cohérence de l'arithmétique dérive du fait que le nombre transfini ε₀ est défini par une récurrence bien fondée.

### Troisième problème
Étant donnés deux polyèdres d'égal volume, peut-on découper le premier polyèdre en des polyèdres et les rassembler pour former le second polyèdre ?

Le troisième problème concerne les polyèdres.

Max Dehn, élève de Hilbert, montra que non, en 1902, en démontrant qu'il était impossible de diviser un cube et un tétraèdre régulier de même volume en un nombre fini de polyèdres deux à deux identiques.

### Quatrième problème
Définir toutes les géométries dont la plus courte distance entre deux points est un segment de droite.
La géométrie différentielle a permis de répondre en partie à ce problème, bien que l'on ne puisse pas à proprement parler de réponse ferme.

### Cinquième problème
Démontrer que les groupes de Lie sont nécessairement différentiables.
Le théorème de Gleason-Montgomery-Zippin (en) en 1953 y répond par l'affirmative.

### Sixième problème
L'axiomatisation, fondée sur le modèle mathématique, de la physique.
Du fait de l'apparition de la théorie de la relativité et de la mécanique quantique, le problème fut vite obsolète. Malgré tout, la physique théorique et les mathématiques ne cessent de se rapprocher. En axiomatisant la théorie des probabilités, Kolmogorov a résolu en partie ce problème.

### Septième problème
Démontrer la transcendance des nombres ab, avec a algébrique différent de 0 et 1, et b algébrique irrationnel.
Les travaux de Gelfond et de Schneider ont permis de résoudre ce problème (voir Théorème de Gelfond-Schneider), généralisant ainsi le résultat que la constante de Gelfond-Schneider, 2√2, est transcendante. Ce théorème a été généralisé par Baker (voir Théorème de Baker).

### Huitième problème
Il s'agit en réalité de quatre problèmes de théorie des nombres, dont les trois plus célèbres sont :

 Démontrer l'hypothèse de Riemann ;

 démontrer la conjecture de Goldbach ;

 démontrer la conjecture des nombres premiers jumeaux.
Malgré les progrès faits notamment par Deligne (hypothèse de Riemann) qui démontra les conjectures de Weil, et reçut pour cela la médaille Fields en 1978, par Ramaré (conjecture de Goldbach), qui a établi en 1995 que chaque entier est somme de sept nombres premiers au plus, et par Chen Jingrun (premiers jumeaux), qui a démontré l'existence d'une infinité de nombres premiers p tels que p + 2 soit le produit d'au plus deux facteurs premiers, on est encore loin d'avoir résolu ces problèmes, qui s'annoncent comme ceux du XXIe siècle.

### Neuvième problème
Établir une loi de réciprocité dans les corps de nombres.
Une réponse à ce problème est apportée par la loi de réciprocité d'Artin, démontrée par Emil Artin en 1927. Ce théorème enrichit la connaissance de la théorie des corps de classes, dont le développement fut facilité par l'introduction des idèles par Chevalley en 1936.

### Dixième problème
Trouver un algorithme déterminant si une équation diophantienne a des solutions.
Il fallut attendre les travaux de Church et Turing en 1930 pour définir rigoureusement la notion d'algorithme. En 1970, Yuri Matijasevic, établissant une équivalence entre les ensembles récursivement énumérables et les ensembles diophantiens, a établi qu'un tel algorithme ne pouvait pas exister.

### Onzième problème
Classer les formes quadratiques à coefficients dans les corps de nombres ou dans leurs anneaux d'entiers.
Le théorème de Hasse-Minkowski résout le problème sur ℚ, et Siegel le résolut sur certains anneaux d'entiers.

### Douzième problème
Étendre le théorème de Kronecker-Weber aux extensions abéliennes de n'importe quel corps de nombres.

### Treizième problème
Montrer l'impossibilité de résoudre les équations du septième degré au moyen de fonctions continues de seulement deux variables.
Vladimir Arnold a réfuté cette conjecture en 1957, d'après les travaux de Kolmogorov, en montrant, plus généralement, que toute fonction continue d'un nombre fini de variables s'exprime par composition à partir de fonctions continues de deux variables.
En revanche, la question de la résolubilité de l'équation du septième degré par des fonctions analytiques de deux variables est encore ouverte.

### Quatorzième problème
Prouver le caractère fini de certains systèmes complets de fonctions.
Le problème est le suivant : on considère un corps k et un sous-corps K de k(X1, … , Xn) ; on pose R = k[X1, … , Xn] ; l'anneau K∩R est-il une k-algèbre de type fini ? La réponse est positive pour n = 1 ou 2, comme l'a montré Oscar Zariski en 1954 (qui donna l'interprétation géométrique suivante : il existe une variété projective X de corps des fonctions K et un diviseur effectif D sur X tel que K∩R soit l'ensemble des fonctions de K n'ayant de pôles que sur R). La recherche de conditions suffisantes pour la validité du résultat de Hilbert a été source d'idées très fécondes en géométrie.
Masayoshi Nagata a donné un contre-exemple réfutant la conjecture en 1959,.

### Quinzième problème
Mettre en place les bases du calcul énumératif de Schubert.
Il s'agit là de rendre rigoureux certains calculs sur les objets « en position générale » en théorie de l'intersection, et en particulier le « principe de conservation des nombres ». Ce problème a donné naissance aux théories de la multiplicité de Samuel et Grothendieck.
Résolu par van der Waerden en 1930.

### Seizième problème
Ce problème comporte deux parties. La première concerne le nombre de branches réelles (ovales) d'une courbe algébrique, et leur disposition ; de nombreux résultats modernes (Petrovskii, Thom, Arnold) apportent des informations à leur sujet.
La seconde partie du problème pose la question du nombre maximal et de la position mutuelle
des cycles limites de Poincaré (orbites périodiques isolées) pour une équation différentielle polynomiale plane de degré donné ; cette question est encore ouverte.

### Dix-septième problème
Montrer qu'une fonction rationnelle positive peut s'écrire sous la forme de somme de carrés de fonctions rationnelles.
Résolu par Emil Artin en 1927. Une démonstration par la théorie des modèles a été trouvée par le logicien Abraham Robinson.

### Dix-huitième problème
Construire un espace euclidien avec des polyèdres congruents.
Le problème comporte trois parties :
- premièrement, montrer qu'il n'existe à isomorphisme près qu'un nombre fini de groupes discrets d'isométries de ℝn admettant un domaine fondamental compact ; cette question fut résolue par Ludwig Bieberbach en 1910 ;
- deuxièmement, la question de l'existence de polyèdres qui ne sont pas des domaines fondamentaux, mais qui peuvent cependant paver l'espace ; de tels polyèdres furent construits par Reinhardt et Heesch dans les années 1930 ;
- troisièmement, ce problème comporte aussi la fameuse conjecture de Kepler sur l'empilement des sphères dans l'espace, résolue en 1998 par Thomas Hales (confirmé par le projet Flyspeck, un assistant de preuve informatique).

### Dix-neuvième problème
Prouver que le calcul des variations est toujours nécessairement analytique.
Résolu par Sergueï Bernstein, Ennio De Giorgi et John Forbes Nash,.

### Vingtième problème
Étudier la solution générale des problèmes aux limites pour les équations aux dérivées partielles.

### Vingt-et-unième problème
Prouver que toute représentation complexe de dimension finie peut s'obtenir par action de monodromie sur une équation différentielle de Fuchs.
Résolu par Helmut Rörl en 1957.

### Vingt-deuxième problème
Uniformiser des courbes analytiques au moyen de fonctions automorphes (en).
Résolu par Paul Koebe et Henri Poincaré en 1907.

### Vingt-troisième problème
Développer une méthode générale de résolution dans le calcul des variations.

## Le vingt-quatrième problème
En 2000, l'historien des mathématiques Rüdiger Thiele (en) a découvert dans les notes de David Hilbert que Hilbert avait initialement prévu d'ajouter un autre problème, le vingt-quatrième, qu'il avait fini par écarter de sa liste. Il s'agissait de déterminer les critères concernant la simplicité — ou la démonstration de la simplicité maximale — de certaines démonstrations. Le mathématicien cherchait à développer une théorie générale sur les méthodes de démonstration en mathématiques. Paradoxalement, quelques années plus tard, il fonda lui-même une théorie de la démonstration.